# Yongtsuius leei
Yongtsuius leei is een wandelende tak uit de familie Aschiphasmatidae. De wetenschappelijke naam van deze soort is voor het eerst voorgesteld door Philip Edward Bragg in een publicatie uit 2001.
De soort komt voor op Borneo (Sabah).